# Ermita de la Espelunca
La ermita rupestre de La Espelunca, también conocida localmente como La Espelunga, que en aragonés quiere decir “gruta”, (del latín 'spelunca' que significa "cueva". Ver también la palabra espeleología), se encuentra en lo más alto y abrupto de la Sierra Ferrera, en la base de una gran pared vertical de caliza, en la falda de la Peña Montañesa, desde donde se puede divisar todo el Valle de La Fueva, en la comarca altoaragonesa del Sobrarbe.  
Según la tradición, desde muchos años antes de llegar San Victorián a España, había ya una comunidad monástica que vivía dispersa en celdas rupestres en los apartados riscos y cuevas de Foradada del Toscar y la Peña Montañesa en busca de soledad y perfección espiritual.  
En el siglo VI la cueva sirvió para llevar una vida eremítica San Victorián, un monje benedictino que años más tarde, tras realizar grandes prodigios, sería nombrado abad del Monasterio de San Martín de Asán que finalmente llevaría su nombre. Victorián dedicó su pequeño cenobio en la cueva a San Ginés de Arlés (conocido localmente como San Chinés).
En el siglo XVII, el obispo de Barbastro, y monje benedictino, Fray Íñigo Royo de Barbastro, mandó construir en recuerdo a Victorián, al resguardo de la Espelunca, una capilla y una casa de ermitaño de cuatro plantas, que fue habitada constantemente por un monje. Al cabo del tiempo esta ermita se utilizó para culto, y de cobijo durante guerras, y como refugio de contrabandistas y maquis.  
El 22 de mayo se realiza una romería de los pueblos de Bajo Peñas.